# Nuevo Mundo
Nuevo Mundo je vulkanický komplex sestávající z lávového dómu a s ním asociovaného lávového proudu. Nachází se v jihozápadní části Bolívie. Komplex leží mimo hlavní oblast bolivijských sopek a jeho povrch je pokryt sérií struskových kuželů z pemzy. Pliniovské erupce viskózních dacitových láv probíhaly podél severojižní zlomové linie. Jejich činnost dala za vznik i rozsáhlému depozitu tefrových usazenin, sahajícímu až k 200 km vzdálenému Potosí.